# Zoviellostraße
La Zoviellostraße è un tratto di strada carrabile sull'Altopiano dei Sette Comuni costruita durante la prima guerra mondiale dall'esercito austro-ungarico per dotare la zona nord dell'Altopiano di una via d'accesso agevole per i mezzi motorizzati.

## Descrizione
La strada, lunga 5 km, è chiusa al traffico motorizzato ed è dotata di fondo naturale. Essa aveva il compito di collegare la Kaiser Karl Straße agli incroci con le strade militari che si diramavano lungo la Valle di Galmarara. La strada termina al Bivio Conrad, dove si dipartono la Conradstraße verso nord e la Mecenseffystraße verso est.
L'insieme di queste strade rappresenta un importante percorso storico-culturale oltre che un eccellente itinerario per chi pratica la mountain bike.

## Etimologia
La strada prende il nome dal Monte Zoviello, montagna che viene completamente aggirata dalla strada stessa.